# 1997年德國聯賽盃
1997年德國聯賽盃為首屆舉行德國聯賽盃，於1997年7月18日至7月26日進行，賽事由1996至97年德國甲組足球聯賽首五名及德國盃冠軍參加，但由於斯图加特上季同時奪得聯賽殿軍及德國盃冠軍，因此需要由聯賽第六名補上。最後決賽上屆聯賽冠軍拜仁慕尼黑擊敗斯图加特成為首屆賽事冠軍。

## 參賽球會
- 拜仁慕尼黑（德甲聯賽冠軍）
- 勒沃库森（德甲聯賽亞軍）
- 多特蒙德（德甲聯賽季軍）
- 斯图加特（德甲聯賽殿軍及德國盃冠軍）
- 波鸿（德甲聯賽第五名）
- 卡爾斯魯厄｛德甲聯賽第六名）

## 賽事

### 半準決賽
| 7月18日 20:30 | 卡爾斯魯厄 | 2 : 2 (6 : 5) 十二碼 | 勒沃库森       | 奥厄     |
| 7月20日 20:30 | 多特蒙德   | 1 : 0                | 波鸿足球俱乐部 | 科布伦茨 |

### 準決賽
| 7月22日 19:00 | 斯图加特   | 3 : 0 | 卡爾斯魯厄 | 奥斯纳布吕克 |
| 7月23日 19:00 | 拜仁慕尼黑 | 2 : 0 | 多特蒙德   | 奥格斯堡     |

### 決賽
| 7月26日 19:30 | 拜仁慕尼黑 | 2 : 0 | 斯图加特 | 勒沃库森 |

## 外部連結
- （德文） 德國聯賽盃官方網站